# Cratere Nijland
Nijland è un cratere lunare di 35,46 km situato nella parte nord-occidentale della faccia nascosta della Luna.